# Laigné-en-Belin
Laigné-en-Belin è comune delegato e frazione del comune di Laigné-Saint-Gervais, situato nel dipartimento della Sarthe nella regione dei Paesi della Loira. In precedenza un comune autonomo, il 1º gennaio 2025 è confluito insieme all'ex comune di Saint-Gervais-en-Belin nel nuovo comune di Laigné-Saint-Gervais.

## Società

### Evoluzione demografica
Abitanti censiti